# Cordia copulata
Cordia copulata là loài thực vật có hoa trong họ Mồ hôi. Loài này được Poir. mô tả khoa học đầu tiên năm 1818.